# Grundschule Niederlößnitz
Die heutige Grundschule Niederlößnitz, ehemals die Niederlößnitzer Schule, war das zweite Schulhaus der Gemeinde Niederlößnitz, im Ledenweg 35 der sächsischen Stadt Radebeul.

## Beschreibung

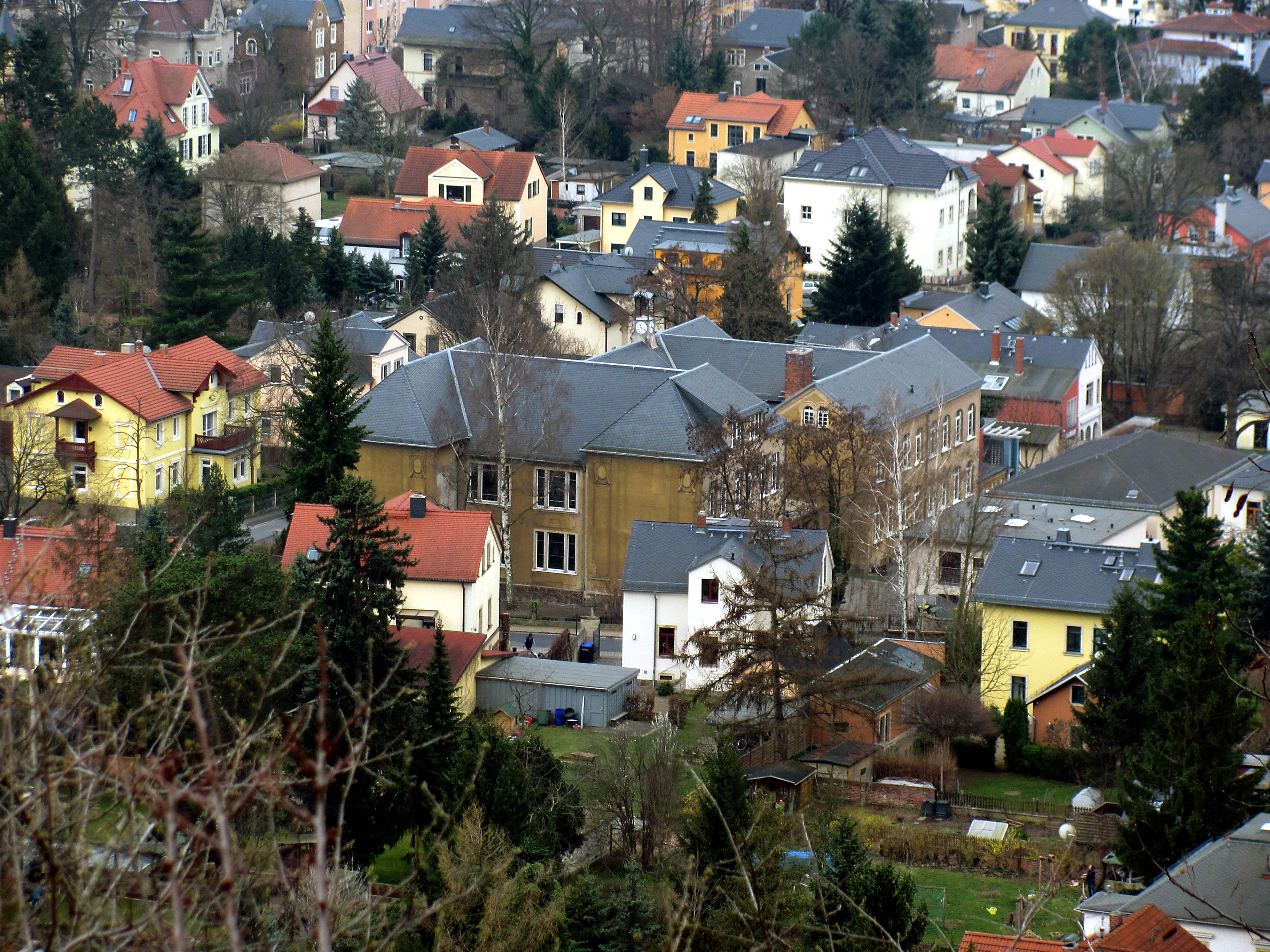
Grundschule Niederlößnitz, Blick auf die Schmuckfenster. In der Mitte davor die schlichte Rückseite der Villa Winzerstraße 60. Direkt oberhalb die gelbe Villa Feierabend (Ledenweg 22).

Die heute mitsamt Anbau, Turnhalle, Toranlage und Einfriedung denkmalgeschützte Schule liegt auf einem Eckgrundstück zur Winzerstraße, auf der Westseite des Ledenwegs. Das Grundstück wird durch einen Lanzettzaun mit Sandsteinpfeilern eingefriedet.

### „Altes Haus“
Auf der linken, südlichen Seite und damit von der Kreuzung entfernt liegt das sogenannte „Alte Haus“. Zur Straße hin liegt der 1886 errichtete Ostflügel. Dieser traufständig zur Straße ausgerichtete Putzbau ist zweigeschossig, die Fenster der achtachsigen Fassade sind stichbogig. Oben auf dem langgestreckten Baukörper sitzt ein flaches, unausgebautes und schiefergedecktes Satteldach mit einem Dachreiter mit Uhr und Glocke, darüber ein Blechdach mit Spitze.
Hinter dem Ostflügel liegt, verbunden durch einen Zwischenbau, der 1894 errichtete Westflügel. Dieser ist von gleichen Proportionen.

### Turnhalle

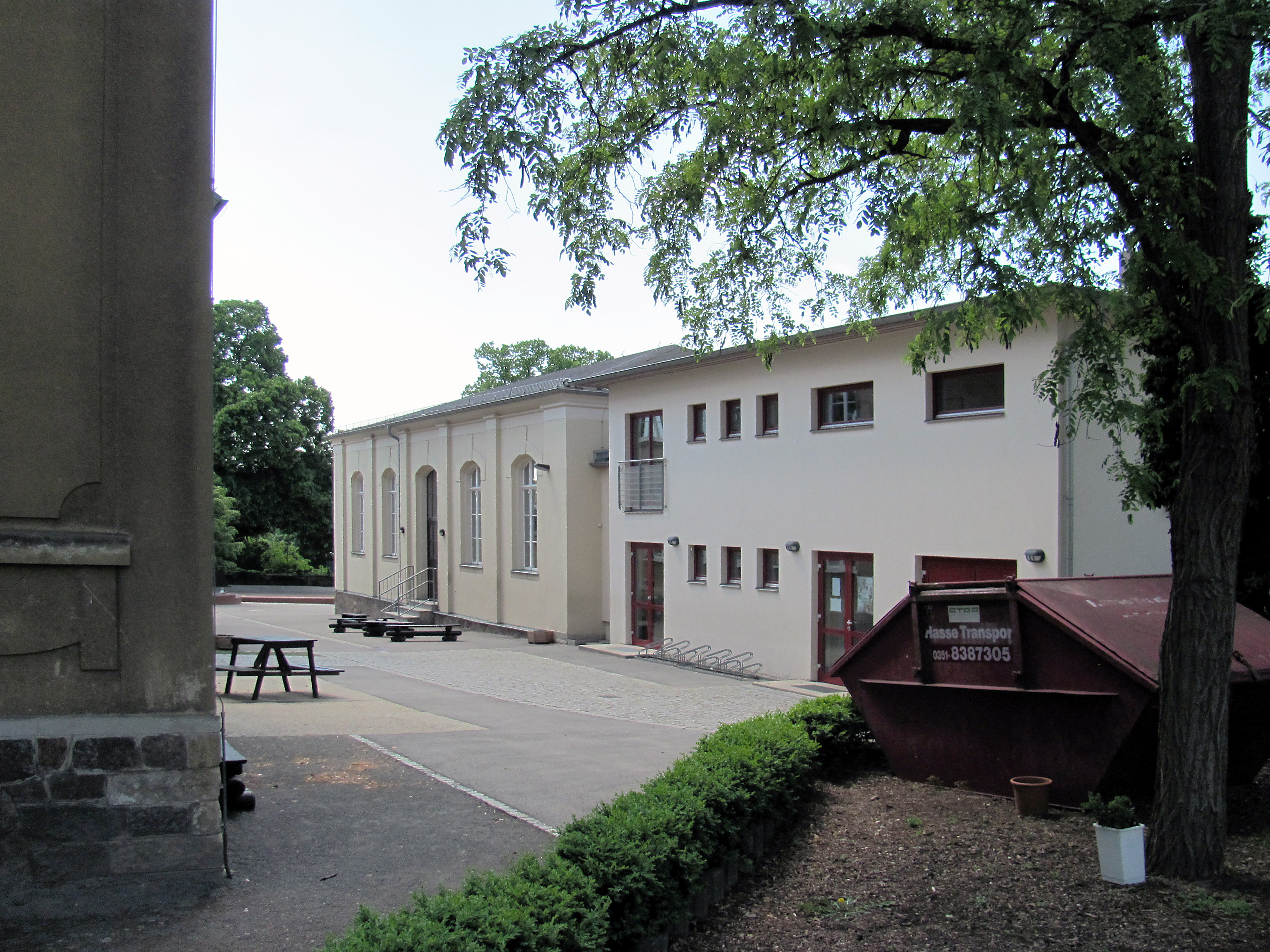
Grundschule Niederlößnitz, historische Turnhalle mit modernem Erweiterungsbau

Hinter dem „Alten Haus“, also westlich, liegt, durch einen Hof getrennt, die Schulturnhalle. Diese ist fünfachsig mit Stichbogenfenstern, dazu kommt eine Lisenengliederung der Fassaden. Obenauf sitzt ein flaches Walmdach. Zur Straße hin wurde nach 2006 neben die Turnhalle ein etwa gleich großer Erweiterungsbau gesetzt.

### „Neues Haus“
Rechts des „Alten Hauses“ liegt an der Kreuzung das „Neue Haus“, welches 1906 den ursprünglichen Zillerschen Bau ersetzte. Dieser zweigeschossige Bau hat einen T-förmigen Grundriss, dessen Querbalken am Ledenweg liegt. Die dortige Straßenansicht ist ebenfalls achtachsig. Obenauf sitzen nicht ausgebaute, schiefergedeckte Walmdächer. Der Giebel zur Winzerstraße wird durch Lisenen gegliedert und durch Ornamente geschmückt.
Zwischen diesem Erweiterungsbau und dem links liegenden älteren Schulgebäude findet sich ein niedriger, zweigeschossiger Verbindungsbau, der mit einer tiefliegenden Nische den Eingang bildet. Vor diesem befindet sich in der Einfriedung ein zweiflügeliges Tor zwischen Sandsteinpfeilern mit geschmückten Köpfen.
Das Treppenhaus des „Neuen Hauses“ ist vielfältig geschmückt: Neben Granitstufen finden sich Ornamentfliesen, die Eisengeländer weisen Jugendstilformen auf, dazu kommen Ornamentglasfenster aus Tisch-Kathedralglas. Die Erdgeschossfenster zeigen einen Sämann und einen Schnitter. Das Fenster auf dem Treppenpodest weist gotisierende Motive auf. Die beiden Fenster im Obergeschoss zeigen links eine spinnende Hausfrau, umgeben von ihren Kindern; das rechte Fenster stellt einen Gießmeister mit Gesellem und Lehrjungem dar. Eines der Fenster wurde 1908 von der Familie Goldschmidt gestiftet, die ihren Sommersitz in der Goldschmidtvilla hatte.

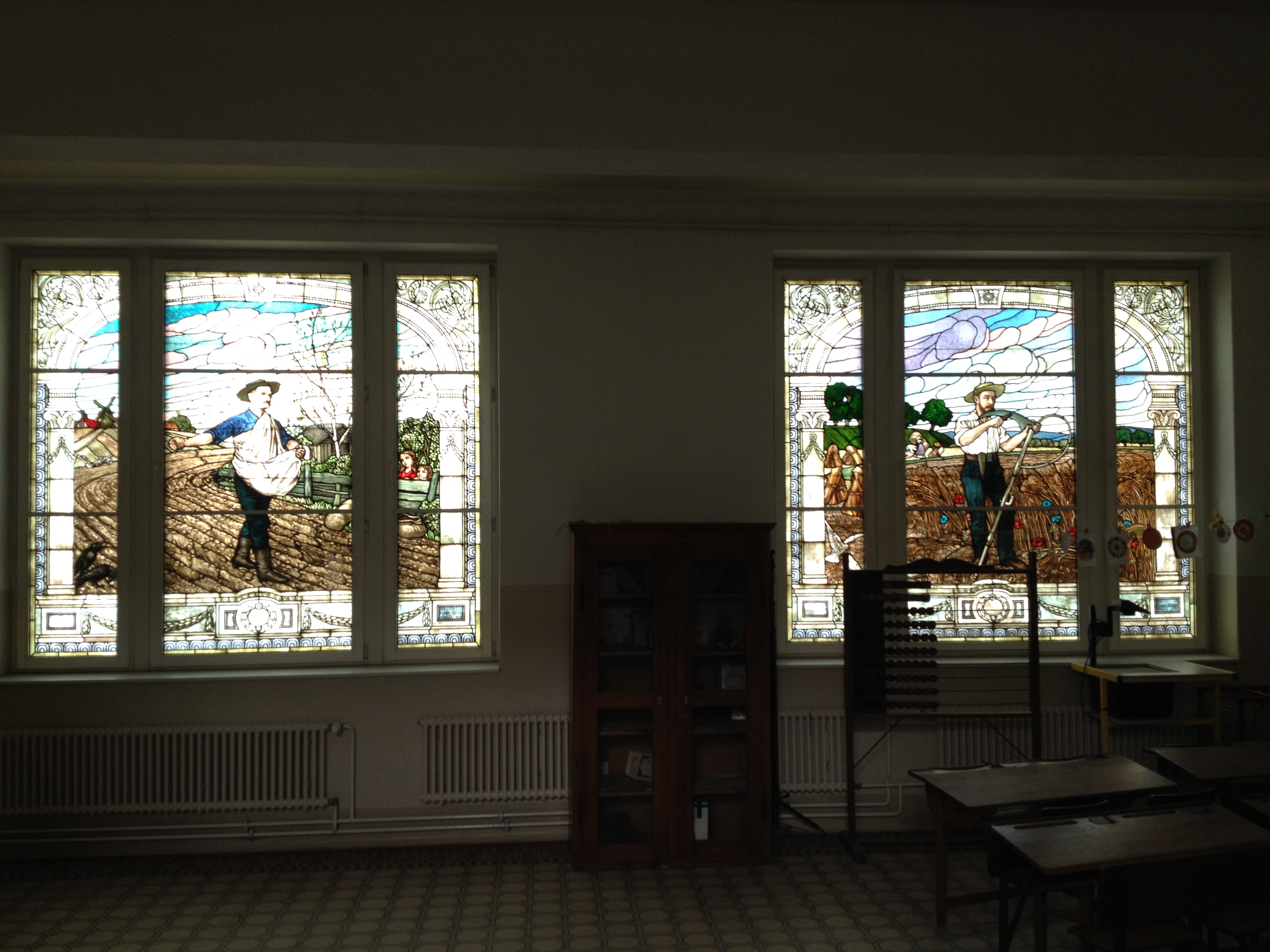
Treppenhausfenster Erdgeschoss
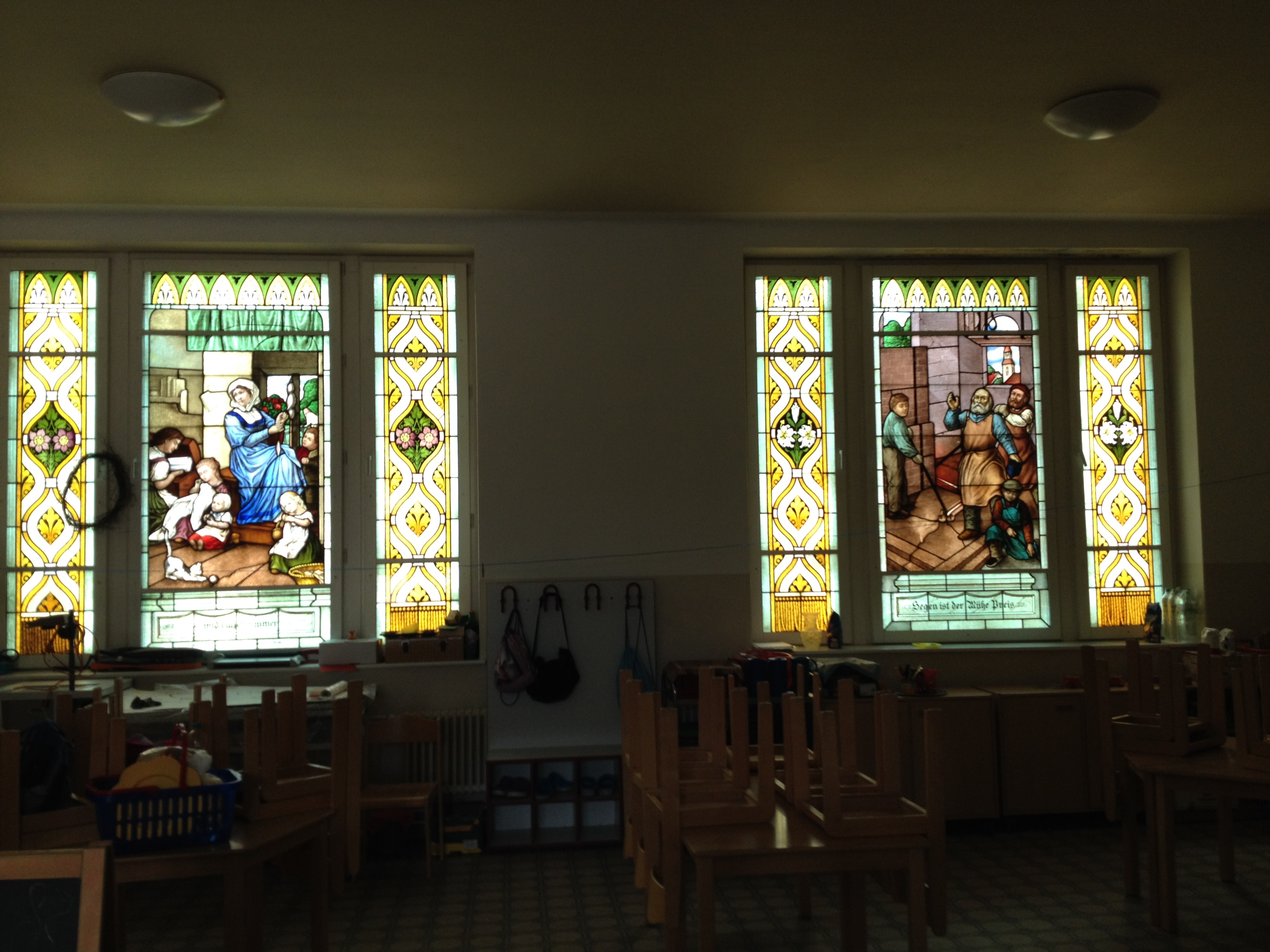
Treppenhausfenster Obergeschoss
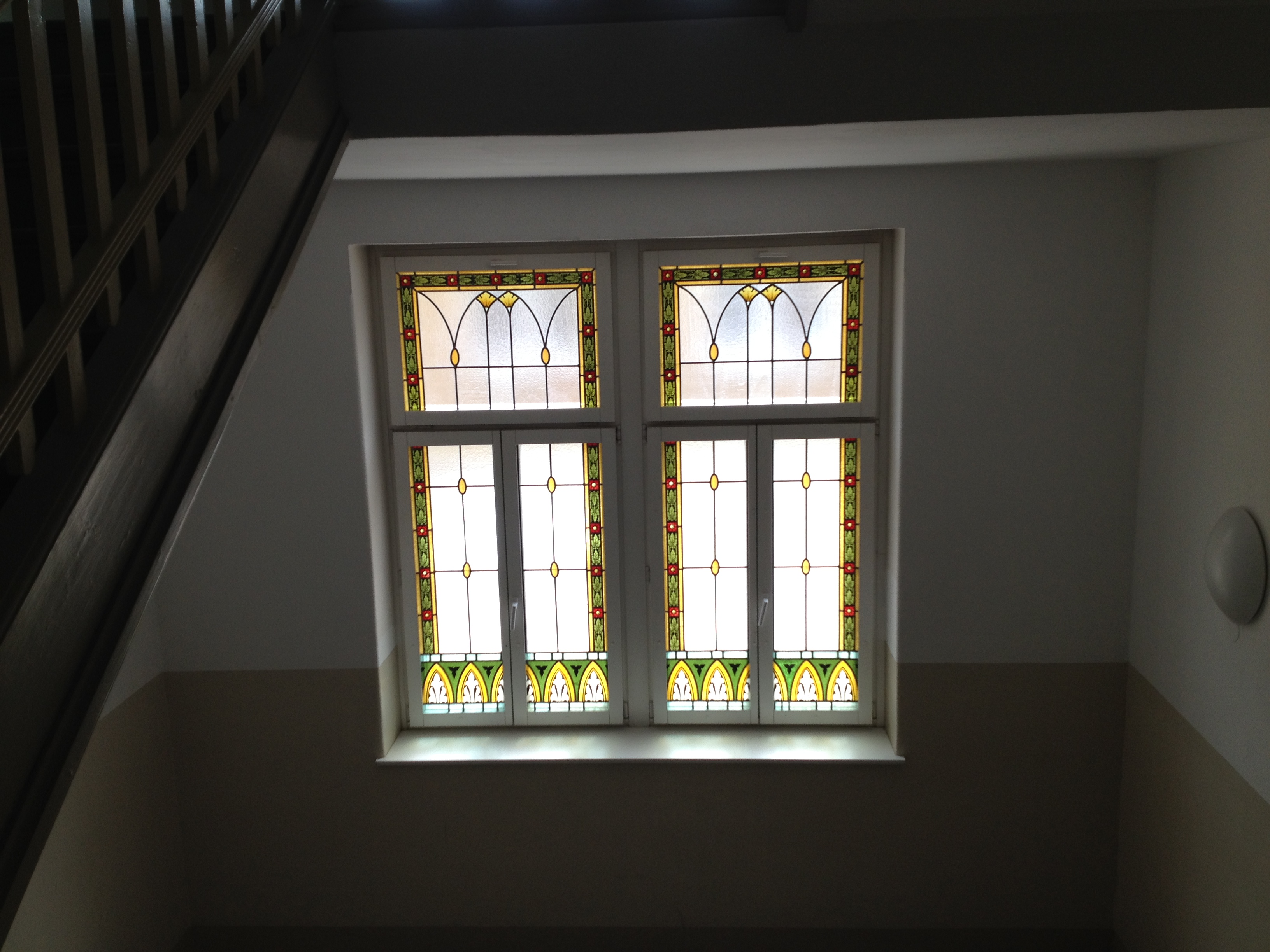
Treppenhausfenster Zwischenpodest

## Geschichte

Schule zu Niederlössnitz: Ostflügel mit Uhrturm und linkem Zwischenbau, nach hinten das „Neue Haus“. Ansichtskarte von 1908

Bereits zu Anfang des 15. Jahrhunderts gab es in Kötzschenbroda Schulunterricht. Nach der Reformation wurde 1572 in der Küsterei (heutige Adresse Altkötzschenbroda 38) die örtliche Kirchschule eingerichtet, erst mit nur einer Schulstube mit Platz für zwei Klassen mit insgesamt etwa 80 Kindern. Das Gebäude wurde nach Bränden jeweils im alten Zustand wieder aufgebaut.
Im Jahr 1836, im Jahr nach der Verkündung des Sächsischen Volksschulgesetzes von 1835, verfügte die Schulaufsichtsbehörde die Ausschulung der Kinder von den Anwesen im Geltungsbereich des Niederlößnitzer Weinbergvereins. Zum Schulbezirk Niederlößnitz-Lindenau gehörten außerdem die Bewohner des gerade zum Staatsweingut umgewandelten Anwesens der Hoflößnitz sowie die Gemeinde Lindenau, die bis dahin noch einem Reiheschulbetrieb nachgekommen war; neben der bereits verfassten Gemeinde Lindenau umfasste der Schulbezirk damit 18 Winzereien, die als Herrengüter unmittelbar dem Amt Dresden-Neustadt unterstanden. Diese Kinder erhielten im Januar 1838 ein eigenes Schulhaus in der Winzerstraße 72, das von dem Maurermeister Große aus Kötzschenbroda für 1.428 Taler bis Oktober 1837 errichtet wurde. Die Schule hatte einen Schulraum für anfangs 142 Kinder, darüber lag eine Lehrerwohnung. Von den 142 Kindern kamen etwa 100 aus dem späteren Niederlößnitz, fünf aus der Hoflößnitz, 27 Kinder aus Lindenau und 9 Schulkinder kamen aus den sogenannten „Berghäusern“, das waren die auf der Flur des späteren Oberkötzschenbroda liegenden Anwesen. Am 7. August 1839 erlebte der Schulbezirk die Gründung der zugehörigen politischen Gemeinde Niederlößnitz, die aus dem vorlaufenden Weinbergsverein entstand. Zum Gründungsdatum bestand der Schulbezirk schon aus 174 Kindern.
Der erste Lehrer Carl Reinhard gründete dort im Gebäude die erste Jugend-, Lehrer- und Gemeindebibliothek der Lößnitz. Bereits in den 1860er Jahren war das Schulhaus überfüllt. Es wurde noch bis 1871 als Schule genutzt und dann versteigert und in ein Wohnhaus (heute mit Friseursalon) umgewandelt.

Re. oben die Schule zu Niederlössnitz: re. der Zillersche Bau von 1870, li. der Ostflügel von Neumann. Ansichtskarte von 1902

Ledenweg mit Blick auf die Schule, im Hintergrund auf der Hangkante: links Friedensburg, rechts Minckwitzsches Weinberghaus. Postkarte, 1912

Die Gemeinde ließ 1870/1871 durch die Baumeister Gebrüder Ziller für etwas mehr als die veranschlagten 4.715 Taler ein neues Schulhaus mit zwei Klassenzimmern und einer Lehrerwohnung im Ledenweg 35, dem heutigen Schulstandort, errichten. Obwohl die Lindenauer Kinder diese Schule nur bis zum September 1883 besuchten und dann mit der Lindenauer Schule (Moritzburger Straße 88) ein eigenes Schulhaus hatten, wurden 1886 durch den Baumeister Adolf Neumann für 22.000 Mark ein Ostflügel (mit Uhrturm, 400 Mark aus einer Sammlung) und 1894 ein Westflügel (das „Alte Haus“) errichtet. Beide Ergänzungsbauten hatten jeweils vier Klassenräume. Das bisherige Schulhaus wurde zu Lehrerwohnungen umgebaut.
Im Jahr 1899 wurde das Nachbargrundstück Nr. 33 angekauft, um dort den Schuldirektor unterzubringen.
Im Jahr 1903 wurde die Turnhalle errichtet. 1905 wurde die bisherige Volksschule zur mittleren Volksschule, womit dort Bürgerschulklassen eingerichtet wurden, die 15 Mark Schulgeld teurer waren.
Von 1906 bis 1908 wurde der ursprüngliche Zillersche Bau von 1870 durch einen Neubau, das sogenannte „Neue Haus“ an der Kreuzung zur Winzerstraße, ersetzt. Im Treppenhaus wurden 1908 fünf gestiftete Jugendstil-Bleiglasfenster der Dresdner Glaserei Gebrüder Liebert, königlich-sächsische Hoflieferanten, eingesetzt. Stifter waren unter anderem der Baumeister Adolf Neumann, der Industrielle Otto Steche und der als „Zucker-Bauer“ bekannte Pharmazeut Ludwig Bauer.
Im Jahr 1935 erhielt die Schule den Namen Richard-Wagner-Schule, nach dem Komponisten Richard Wagner (1813–1883).
Im Jahr 1951 wurde die Schule auf den Namen des Romanciers Martin Andersen Nexö (1869–1954) umbenannt, als dieser sie am 10. November besuchte. Nexø wohnte zu jener Zeit nicht weit entfernt im Prof.-Wilhelm-Ring 20. 1956 wurde die Schule zur Mittelschule, 1959 erfolgte die Umwandlung in eine zehnklassige Polytechnische Oberschule (Martin-Andersen-Nexö-Oberschule).
Seit der Wende und der Einführung des neuen sächsischen Schulsystems beherbergt die Schule die Grundschule Niederlößnitz. Die einzelnen Gebäudeteile „Altes Haus“ (Ost- und Westflügel), „Neues Haus“ und deren Verbindungsbauten sind heute ohne wesentliche Veränderungen erhalten. Die Kunstglasfenster wurden restauriert und hinter einer isothermischen Schutzverglasung angebracht.